# Lijst van burgemeesters van Berg en Dal
Dit is een lijst van burgemeesters van de Nederlandse gemeente Berg en Dal in de provincie Gelderland.
| Ambtsperiode | Naam burgemeester  | Partij of stroming | Bijzonderheden                                   |
| ------------ | ------------------ | ------------------ | ------------------------------------------------ |
| 2015 - heden | Mark (M.) Slinkman | CDA/partijloos     | Tot 1 januari 2016 heette de gemeente Groesbeek. |